# Башня Бисмарка (Кальштадт)
Башня Бисмарка (нем. Bismarckturm) располагается на горе Петерскопф высотой 497 метров в горах Хаардт на восточной окраине Пфальцского леса и находится в пределах муниципалитета Кальштадт в федеральной земле Рейнланд-Пфальц.

## История

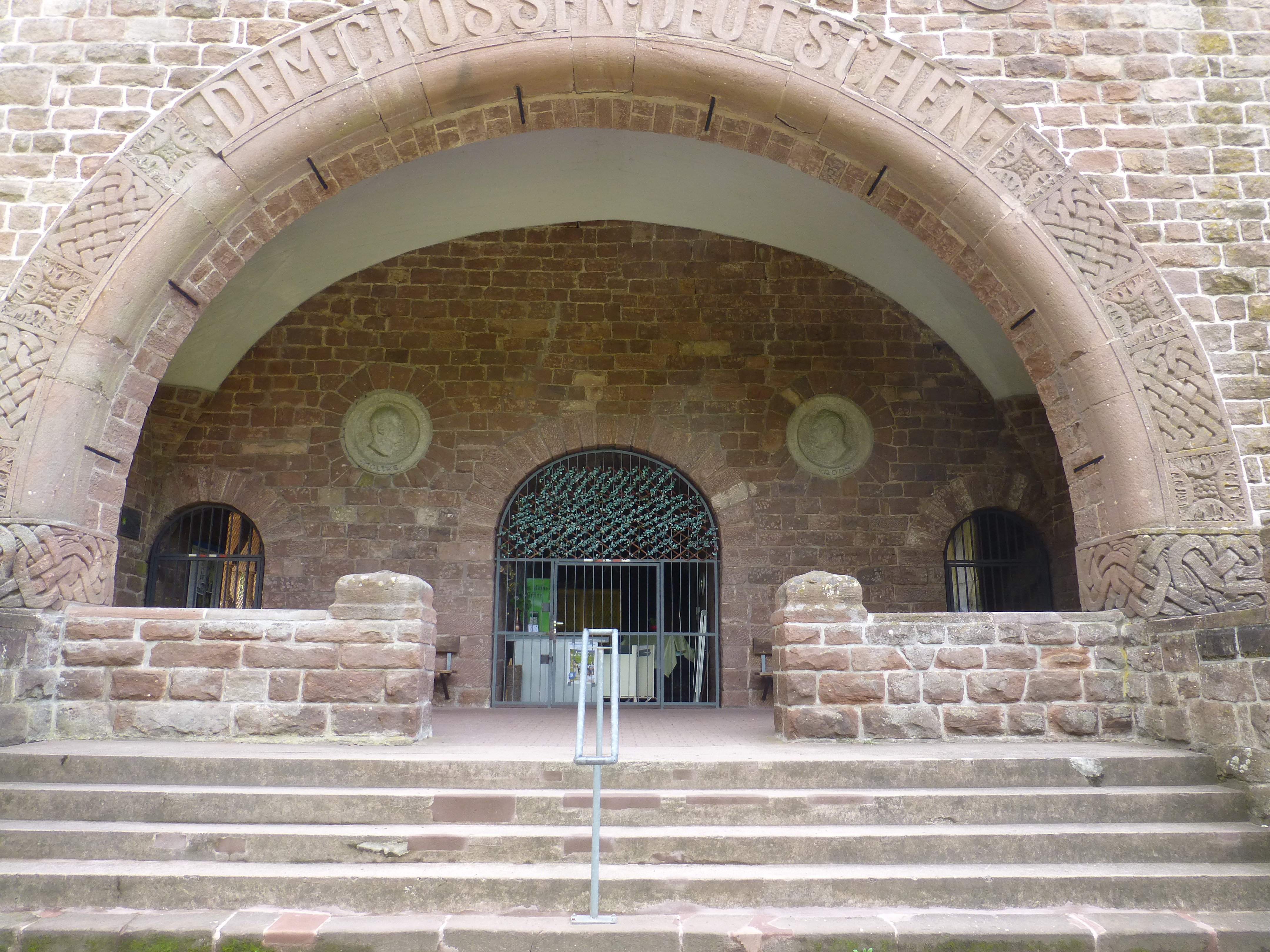
Зал на первом этаже

Планирование строительства монумента, посвященного канцлеру Империи Отто фон Бисмарку, началось в 1896 году Драхенфельс-клубом и было завершено в 1901—1903 годах под руководством архитектора Фридриха Кунста из Карлсруэ.
В 1925 году, во время посещения школьниками башни, рухнул бетонный потолок. В 1928 году барельеф, разрушенный французами, был отреставрирован. Во время Второй мировой войны две бомбы попали в башню.
Её первая реставрация была проведена в 1949 году Драхенфельс-клубом и местным обществом охраны памятников. В 1973/74 годах были проведены дальнейшие реставрационные работы; в это время в башне проживали вратари клуба. Башня охраняется как памятник архитектуры с 1986 года.

## Описание

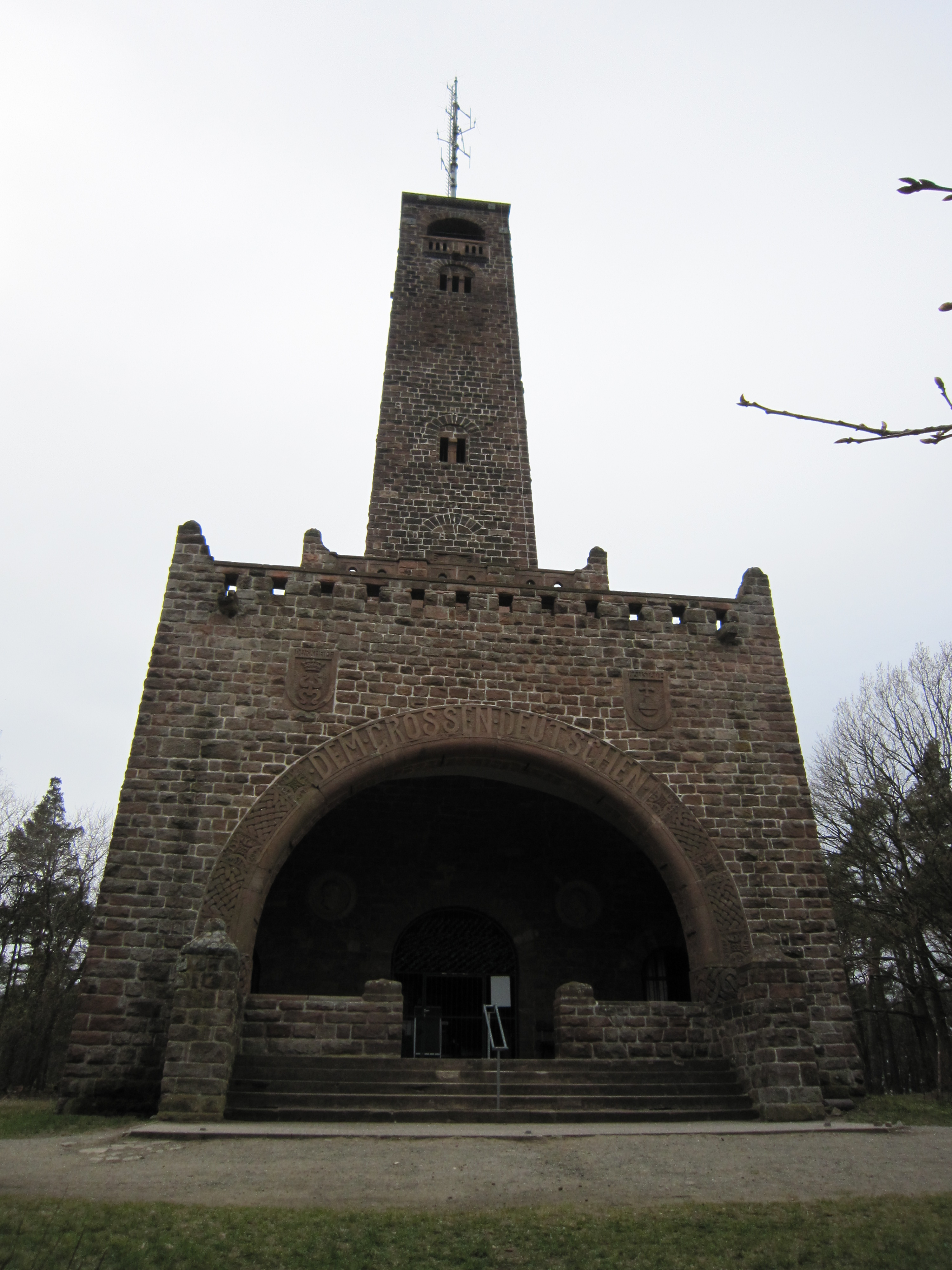
Задний вид на башню

Башня сделана из пёстрого песчаника, который был добыт в непосредственной близости от башни. Она имеет площадь 16,7х14 м² и разделена на три секции.
Нижняя секция возвышается до 15 внешних ступеней, лестницы которых ведут влево и вправо к нижней смотровой площадке. Вторая смотровая площадка располагается после ещё 20 шагов, также снаружи башни. Внутренняя лестница ведет на третью смотровую площадку высотой в 30 метров. Отсюда открываются панорамные виды, особенно на Верхнерейнскую низменность, которая располагается на 400 метров ниже.

## Горный бег
Гора Петерскопф с башней Бисмарка становятся частью горной беговой трассы Бад Дюркхаймер в октябре. Трасса длиной 8700 м с набором высоты в 510 м представляет собой самый длинный и крутой участок беговых горных трасс в Пфальце.